# Lưu Tống Thiếu Đế
Lưu Tống Thiếu Đế (chữ Hán: 劉宋少帝; 406–424), cũng được biết đến với tước hiệu sau khi bị phế truất là Doanh Dương Vương (營陽王), tên húy Lưu Nghĩa Phù (giản thể: 刘义符; phồn thể: 劉義符; bính âm: Liú Yìfú), biệt danh Xa Binh (車兵), là một hoàng đế của Triều đại Lưu Tống trong lịch sử Trung Quốc. Ông là con trai cả của vị hoàng đế sáng lập nên Triều đại là Võ Đế, và trở thành hoàng đế sau khi cha của ông qua đời vào năm 422. Tuy nhiên, những bá quan của triều đình lại cho rằng ông không đủ thích hợp để quản lý đất nước, và do đó họ đã lật đổ rồi sát hại ông vào năm 424, và họ lập hoàng đệ có tài hơn của ông là Lưu Nghĩa Long làm hoàng đế (tức Văn Đế).

## Dưới thời Đông Tấn
Lưu Nghĩa Phù sinh năm 406, khi đó cha của ông Lưu Dụ đang là một tướng lĩnh tối cao của Đông Tấn và trên thực tế đóng vai trò là người nhiếp chính. Mẹ của ông là một thê thiếp của Lưu Dụ tên là Trương Khuyết (張闕). Ông là con trai cả của Lưu Dụ.
Khi Lưu Dụ củng cố quyền lực của mình, ông ta bắt đầu trao cho người con trai cả thêm nhiều thẩm quyền trên danh nghĩa, song trên thực tế Lưu Dụ lệnh cho các thuộc hạ của mình đảm nhiệm các bổn phận mà lẽ ra Lưu Nghĩa Phù phải thực hiện. Năm 415, Lưu Dụ chính thức lập Lưu Nghĩa Phù làm người kế tự và phong làm thứ sử Duyện Châu (兗州, nay là trung bộ Giang Tô). Năm 416, Lưu Nghĩa Phù được phong làm Dự Châu (豫州, nay là trung bộ An Huy). Cũng trong năm đó, ông lại được phong làm Duyện Châu, song đồng thời cũng là thứ sử của Từ Châu (徐州, nay là bắc bộ Giang Tô). Sau đó, vào mùa thu, khi Lưu Dụ tiến hành một chiến dịch lớn chống lại Hậu Tần, Lưu Nghĩa Phù được cha phong làm người trấn thủ kinh thành Kiến Khang, song quyền lực thực tế nằm trong tay của Lưu Mục Chi (徐州).
Năm 417, sau khi Lưu Dụ tiêu diệt được Hậu Tần rồi thôn tính được lãnh thổ của nước này, Lưu Mục Chi qua đời. Lưu Dụ sau đó rút lui, để cố đô Trường An của Hậu Tần vào tay em trai của Lưu Nghĩa Phù là Quế Dương huyện công Lưu Nghĩa Chân (劉義真), song quyền lực thực tế nằm trong tay một số bá quan văn võ. Năm 418, sau khi Lưu Dụ đến Bành Thành (彭城, nay thuộc Từ Châu, Giang Tô), ông ta đã tính đến việc phong cho Lưu Nghĩa Phù làm thứ sử Kinh Châu (荊州, nay gần tương ứng với Hồ Bắc), song Trương Thiệu (張邵) lại cho rằng Lưu Nghĩa Phù [đang là người kế tự] không nên được đưa đi xa khỏi Kiến Khang, vì thế vị trí này đã được trao cho Lưu Nghĩa Long. Khi Lưu Dụ chấp thuận tước hiệu Tống công vào cùng năm đó, Lưu Nghĩa Phù trở thành thế tử của Tống công, và đến năm 419, sau khi Lưu Dụ trở thành Tống vương, Lưu Nghĩa Phù được ban một tước hiệu vinh dự đặc biệt là Tống vương Thái tử. Cũng trong khoảng thời gian này, Lưu Nghĩa Phù kết hôn với con gái của Tấn Cung Đế là Hải Diêm công chúa Tư Mã Mậu Anh (司馬茂英).

## Dưới thời Võ Đế
Sau khi Lưu Dụ cướp ngôi của Cung Đế và lập nên Triều đại Lưu Tống (và trở thành Võ Đế) vào năm 420, Lưu Nghĩa Phù trở thành hoàng thái tử.
Năm 422, Võ Đế lâm bệnh. Quyền thần Tạ Hối (謝晦) đã nhận thấy rằng Hoàng thái tử thường giành nhiều thời gian cùng những người thiếu khả năng và đức hạnh, nên đã cảnh báo Võ Đế về điều này. Võ Đế đã tính đến việc lập Lư Lăng vương Lưu Nghĩa Chân làm thái tử thay thế. Tuy nhiên, Tạ Hối sau khi gặp Lưu Nghĩa Chân, lại đánh giá còn thấp hơn về Lưu Nghĩa Chân, và Võ Đế đã dừng kế hoạch của mình.
Khi bệnh tình của Võ Đế thêm nặng, ông đã giao phó Hoàng thái tử cho Từ Tiện Chi (徐羨之), Phó Lượng (傅亮), Tạ Hối, và Đàn Đạo Tế (檀道濟). Tuy nhiên, cũng trong lúc đó, Võ Đế đã bí bật cảnh báo Hoàng thái tử Lưu Nghĩa Phù rằng không nên quá tin tưởng vào Tạ Hối. Võ Đế băng hà sau đó, Hoàng thái tử Lưu Nghĩa Phù lên ngôi và trở thành Thiếu Đế.

## Trị vì
Thiếu Đế phong cho bà kế là Thái hậu Tiêu Văn Thọ (蕭文壽) là Thái hoàng thái hậu, và phong cho Thái tử phi Tư Mã Mậu Anh làm Hoàng hậu. Việc triều chính phần lớn nằm trong tay của Từ Thiện Chi, Phó Lượng và Tạ Hối.
Bắc Ngụy Minh Nguyên Đế hay tin về cái chết của Võ Đế, đã nhân thờ cơ phát động một cuộc tấn công lớn nhằm vào Lưu Tống và băng qua Hoàng Hà. Đến mùa đông năm 422, quân Bắc Ngụy chiếm được Hoạt Đài (滑台, nay thuộc An Dương, Hà Nam). Đến mùa xuân năm 423, Bắc Ngụy chiếm được Lạc Dương. Đàn Đạo Tế được phái đi để cố gắng ứng cứu các thành miền bắc, và ông ta đã có thể giữ được bán đảo Sơn Đông khỏi bị rơi vào tay Bắc Ngụy. Song đến mùa hè năm 423, tiền đồn chính cuối cùng của Lưu Tống bên Hoàng Hà là Hổ Lao (虎牢, nay thuộc Trịnh Châu, Hà Nam) đã thất thủ cùng với Hứa Xương. Chỉ đến khi này, Bắc Ngụy mới dừng việc tiến quân.
Đến mùa thu năm 423, Thiếu Đế phong cho Trương phu nhân làm thái hậu.
Năm 424, Từ, Phó, và Tạ ngày càng không hài lòng với Thiếu Đế trong vai trò hoàng đế, do Thiếu Đế đã không thực hiện các hành vi thích hợp trong thời gian ba năm để tang cha, song lại giành hầu hết thời gian của mình vào những trò tiêu khiển thay vì nghiên cứu văn hiến hay suy nghĩ việc chính sự, bất chấp lời khích lệ từ quyền thần Phạm Thái (范泰). Do đó, những đại thần này đã xem xét đến việc phế truất Thiếu Đế, song họ cũng không hài lòng với người con trai thứ hai của Võ Đế là Lưu Nghĩa Chân, người này có tài năng song thậm chí còn phù phiếm hơn cả Thiếu Đế, và thường dành thời gian cùng những người cũng thông minh song phù phiếm khác như Tạ Linh Vận (謝靈運) và Nhan Diên Chi (顏延之) và thường yêu cầu triều đình ban cho mình nhiều tiền bạc. Do vậy, bọn họ đã thúc đẩy sự kình địch đã có sẵn Thiếu Đế với Lưu Nghĩa Chân và sau đó cáo buộc Lưu Nghĩa Chân phạm tội, Thiếu Đế đã giáng Lưu Nghĩa Chân làm thường dân và đưa đi lưu đày tại quận Tân An (新安, nay gần tương ứng với Hàng Châu, Chiết Giang).
Lưu Nghĩa Chân đã bị loại bỏ, Từ, Phó và Tạ đã sẵn chuẩn bị để loại bỏ Thiếu Đế. Do họ e ngại về những đội quân hùng mạnh của Đàn Đạo Tế và Vương Hoằng (王弘), họ triệu hai người này về kinh rồi thông báo về âm mưu. Các đại thần này sau đó cử binh lính vào hoàng cung bắt giữ Thiếu Đế sau khi thuyết phục được cận binh hoàng cung không kháng cự. Trước khi Thiếu Đế có thể thức dậy trên giường vào buổi sáng, các binh sĩ đã ở sẵn trong phòng ngủ của hoàng đế, và mặc dù đã thực hiện một nỗ lực vô ích để chống lại song Thiếu Đế đã bị bắt giữ. Thiếu Đế bị đưa trở lại cung Thái tử trước đây. Các đại thần sau đó lấy danh của Trương Thái hậu để bố cáo về lỗi của Thiếu Đế và giáng xuống làm Doanh Dương vương, trao ngai vàng cho Nghi Đô vương Lưu Nghĩa Long.

## Sau khi bị phế
Lưu Nghĩa Phù bị đày đến Ngô quận (吳郡, nay gần tương ứng với Tô Châu, Giang Tô) và bị đặt dưới sự canh gác nghiêm ngặt. Một tháng sau đó, Từ Tiện Chi đã cử thích khách Hình An Thái (邢安泰) để ám sát cựu hoàng đế. Lưu Nghĩa Phù là một người khỏe mạnh, ông đã chiến đấu để thoát khỏi thủ phủ của Võ quận song cuối cùng đã bị đuổi kịp rồi bị giết.